# Honduras en los Juegos Paralímpicos de Atenas 2004
Honduras estuvo representado en los Juegos Paralímpicos de Atenas 2004 por dos deportistas, un hombre y una mujer. El equipo paralímpico hondureño no obtuvo ninguna medalla en estos Juegos.